# Agneta Geijer
Agneta Geijer, född 27 december 1950 i Arvika, död 8 mars 1972 i Halmstad, var en svensk målare och tecknare.
Geijer växte upp i Halmstad och Sölvesborg. Hon vistades under olika sammanhang på Geijersgården i Ransäter. Efter studentexamen i Karlshamn 1969 studerade hon vid Forums målarskola i Malmö 1969–1970 och fortsatte med studier i konstvetenskap 1970–1971.
Geijer började teckna som liten och hennes teckningar gav prov på en expressiv konst som, om man ser till hennes ålder knappast har någon motsvarighet i svenskt konstliv. När hon var i 12-årsåldern behärskade hon konsten att teckna människor, som om hon var en vuxen konstnär.   
Agneta Geijer begick självmord 1972. 1999 genomfördes en minnesutställning med hennes målningar och teckningar på Teckningsmuseet i Laholm. Hon finns även representerad vid Hallands konstmuseum.